# رایا سیککینن
رایا سیککینن (انگلیسی: Raija Siekkinen; ۱۱ فوریهٔ ۱۹۵۳ – ۷ فوریهٔ ۲۰۰۴) نویسنده، و کتابدار اهل فنلاند بود.
وی همچنین برندهٔ جوایزی همچون جایزه اینو لینو شده‌است.